# Джеймс Вулфенсон
Джеймс Девід Вулфенсон (англ. James David Wolfensohn; (1 грудня 1933 , Сідней  — 25 листопада 2020 , Мангеттен, Нью-Йорк ) — 9-й президент Світового банку.

## Біографія
Вулфенсон народився 5 грудня 1933 року в Сіднеї в єврейській сім'ї, яка емігрувала в роки Великої депресії з Англії до Австралії.
Був членом збірної з фехтування Австралії на Літніх Олімпійських іграх 1956 року в Мельбурні. Офіцер Королівських військово-повітряних сил Австралії.
Здобув освітній ступінь бакалавра в Сіднейському університеті. У 1959 році отримав освітній ступінь магістра ділового адміністрування в Гарвардській школі бізнесу.
Одружений, троє дітей. З 1980 року — громадянин США. У 2010 році відновив громадянство Австралії.
25 листопада 2020 року помер у себе вдома в нью-йоркському районі Мангеттен. Причина смерті — ускладнення після пневмонії.

### Кар'єра у Світовому банку
Вулфенсон офіційно вступив на посаду президента Світового банку 1 липня 1995 року. На цю посаду він був номінований президентом Сполучених Штатів Америки Біллом Клінтоном. У 2000 році був одноголосно підтриманий радою директорів банку на другий п'ятирічний термін, ставши при цьому третьою особою, яка обіймала посаду президента банку два терміни, після Юджина Блека та Роберта Мак-Намари .

## Нагороди
- Лицар-командор ордена Британської імперії .
- Офіцер ордена Австралії.
- Орден Дружби (17 січня 2004 року, Росія) — за великий внесок у зміцнення міжнародного співробітництва[10] .
- Орден Золотого руна (1 червня 1999 року, Грузія) — за особливий внесок, внесений у будівництво грузинської держави, реформування економіки та порятунок культурної спадщини Грузії[11]